# Lane Allen Evans
Lane Allen Evans, ameriški odvetnik in politik, * 4. avgust 1951, Rock Island, Illinois, † 5. november 2014.
Evans je bil kongresnik ZDA iz Illinoisa (1983-2006).